# Thịt bò muối

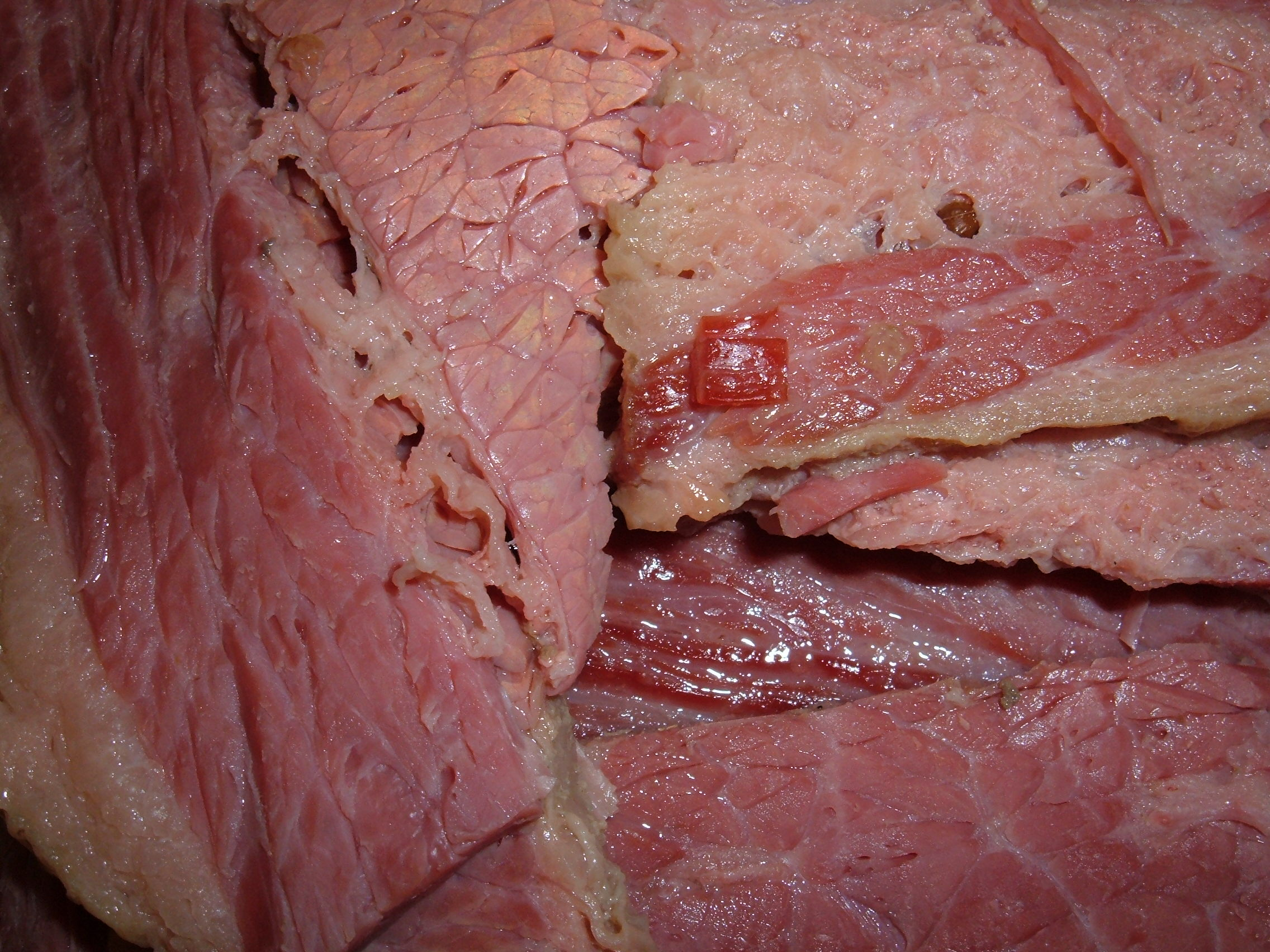
Thịt bò muối nấu chín, chúng có màu hồng đặc trưng

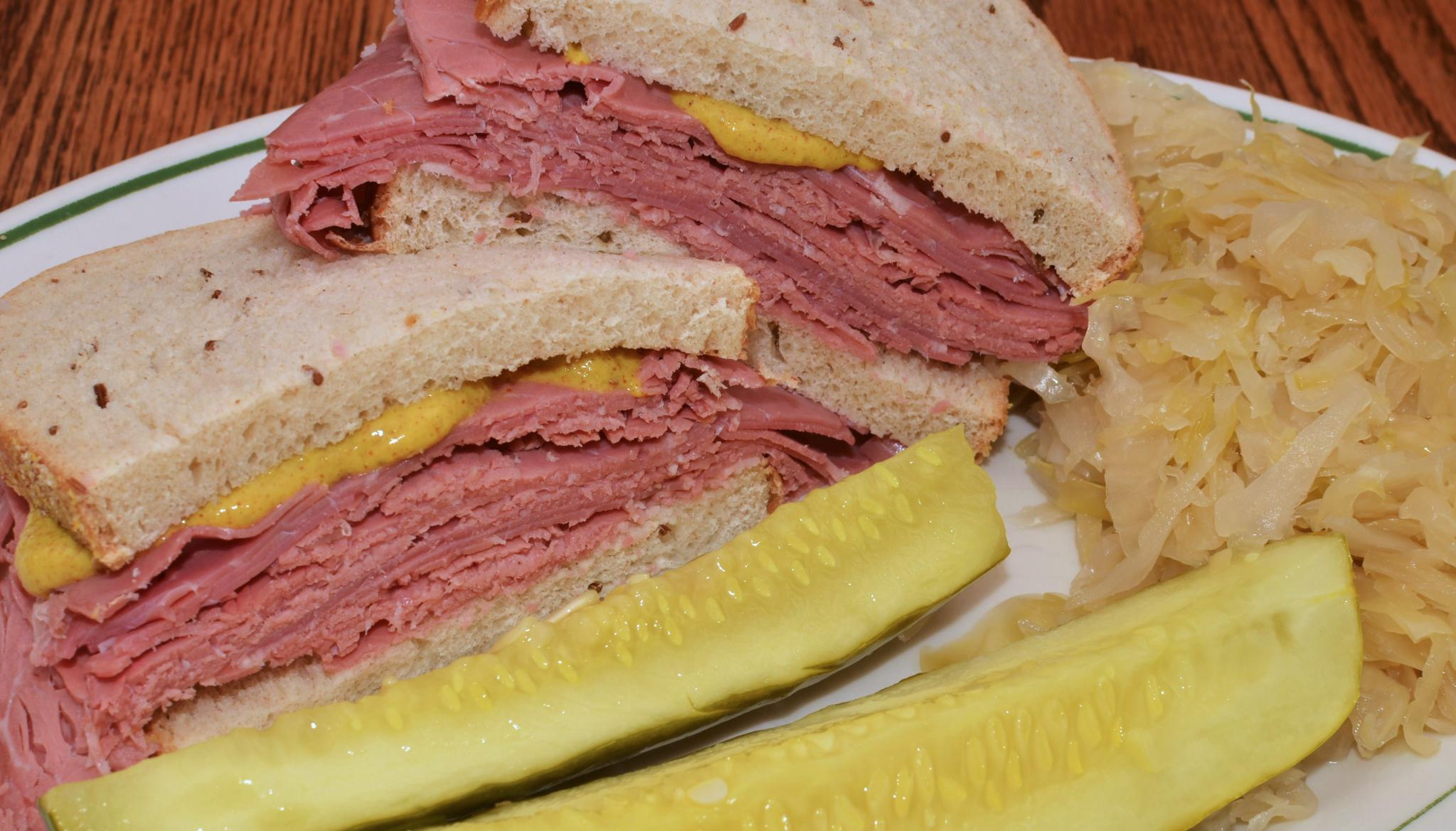
Thịt bò muối ăn với bánh mì

Thịt bò muối (corned beef) là phần ức (brisket) của thịt bò được ướp muối để bảo quản thịt, thông thường thịt bò muối được đóng hộp và dùng trong bữa ăn dã chiến hoặc trên các hành trình dài. Thuật ngữ này xuất phát từ việc xử lý thịt bằng muối mỏ hạt lớn, còn được gọi là muối "bắp" (Corn). Đôi khi, đường và gia vị cũng được thêm vào các công thức nấu ăn đối với loại thịt bò này. Hầu hết các công thức nấu ăn đều bao gồm nitrat, giúp chuyển đổi myoglobin tự nhiên trong thịt bò thành nitrosomyoglobin, làm cho thịt có màu hồng. Nitrat và nitrit làm giảm nguy cơ ngộ độc thịt bằng cách ức chế sự phát triển của bào tử vi khuẩn Clostridium botulinum nhưng đã được chứng minh là có liên quan đến việc tăng nguy cơ ung thư ở chuột.
Thịt bò muối được dùng làm nguyên liệu trong nhiều món ăn ở phương Tây. Thịt bò muối là một thành phần trong bữa ăn phổ biến của các nước phương Tây trong nhiều cuộc chiến tranh, bao gồm cả Thế chiến I và Thế chiến II, trong đó thịt được chia thành khẩu phần. Thịt bò đóng hộp từ lâu đã trở thành một trong những bữa ăn tiêu chuẩn được bao gồm trong các gói ăn/suất ăn trong khẩu phần quân sự trên khắp thế giới vì tính đơn giản và được chuẩn bị nhanh chóng trong khẩu phần như vậy.

## Lịch sử
Mặc dù nguồn gốc chính xác của thịt bò bắp vẫn chưa được biết đến, nhưng rất có thể nó xuất hiện khi người ta bắt đầu bảo quản thịt bằng cách ướp muối. Bằng chứng về di sản của nó là rõ ràng trong nhiều nền văn hóa, bao gồm cả châu Âu cổ đại và Trung Đông. Việc sản xuất công nghiệp thịt bò bắp bắt đầu từ cuộc Cách mạng Công nghiệp Anh. Thịt bò Ailen đã được sử dụng và buôn bán rộng rãi từ thế kỷ 17 đến giữa thế kỷ 19 để tiêu dùng ở Anh và cung cấp cho các hạm đội hải quân Anh và quân đội Bắc Mỹ do tính chất không bị phân hủy của nó. Sản phẩm này cũng được trao đổi cho người Pháp, những người sử dụng tại các thuộc địa của họ ở Caribe làm thực phẩm cho cả những người thuộc địa và những người lao động làm nô lệ. 

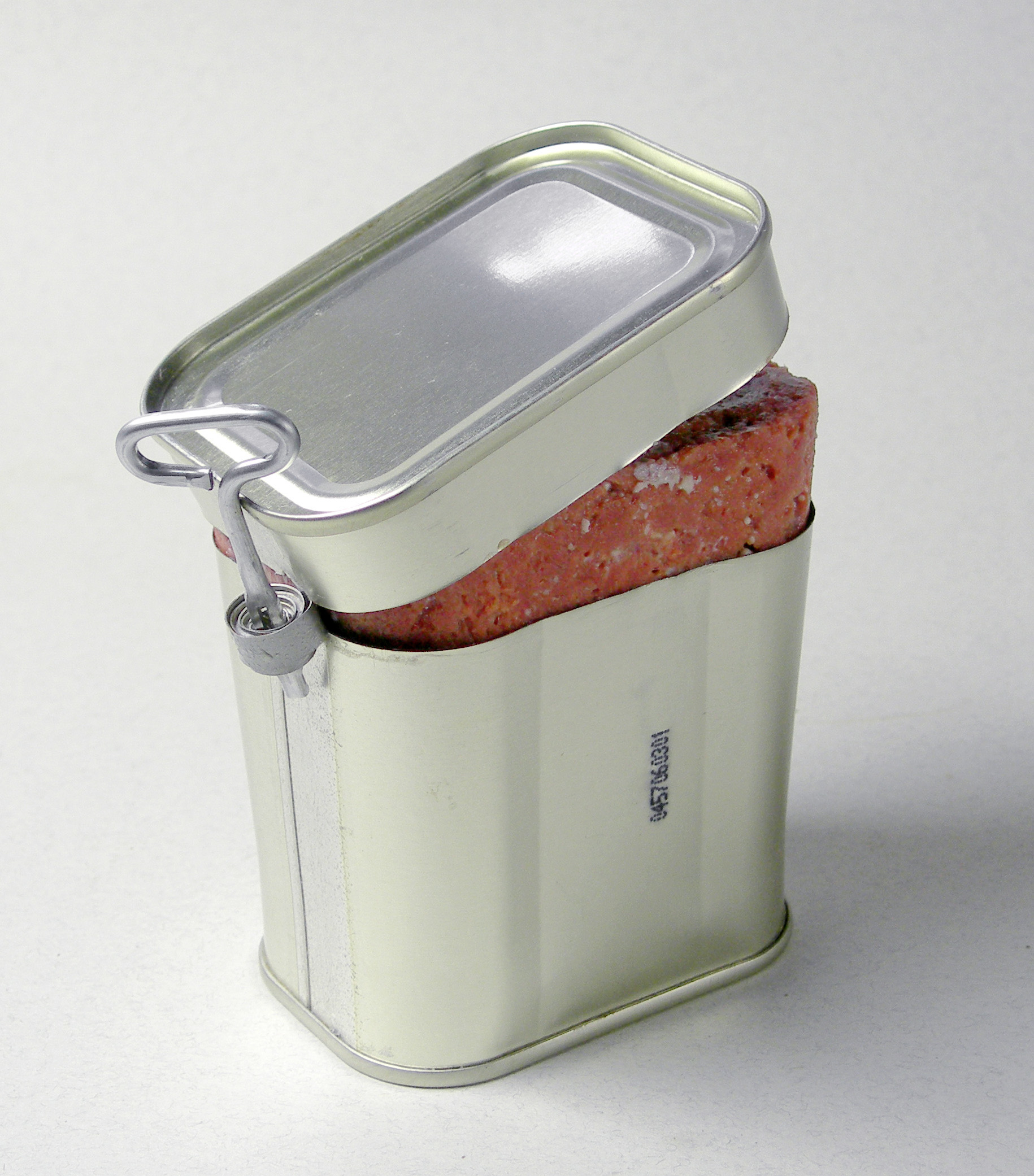
Một sản phẩm thịt bò hộp (thịt bò muối đóng hộp)

Ở Bắc Mỹ, các món ăn từ thịt bò được gắn với các món ăn truyền thống của Ailen và Do Thái, người Ailen đã sản xuất một loại thịt bò muối vào khoảng thời Trung cổ, là tiền thân của thứ mà ngày nay được gọi là thịt bò muối Ailen và vào thế kỷ 17, người Anh đặt tên là thịt bò muối Ailen. Tuy nhiên, trước làn sóng nhập cư của người Ireland vào Mỹ vào thế kỷ 19, nhiều người Ireland thuộc sắc tộc không ăn các món thịt bò có ướp mối. Ở Anh, "thịt bò muối" dùng để chỉ thịt bò muối băm nhỏ và đóng hộp, còn thịt bò không xay được gọi là thịt bò muối.
Sự phổ biến của thịt bò muối so với thịt xông khói ở những người Ireland nhập cư có thể là do thịt bò muối được coi là một sản phẩm xa xỉ ở quê hương của họ, trong khi nó rẻ và sẵn có ở Mỹ. Người Do Thái sản xuất ức bò ướp muối tương tự, họ cũng hun khói nó thành pastrami. Những người nhập cư Ireland thường mua thịt bò muối từ những người bán thịt Do Thái. Cuộc trao đổi này là một ví dụ về sự tương tác chặt chẽ trong cuộc sống hàng ngày của những người thuộc hai nền văn hóa này tại cảng nhập cảnh chính của Hoa Kỳ vào thế kỷ 19 và 20.
Mặc dù là nhà sản xuất thịt bò lớn, hầu hết người dân Ireland trong thời kỳ này tiêu thụ rất ít thịt được sản xuất, ở dạng tươi hoặc muối, do giá thành quá cao. Điều này là do hầu hết các trang trại và sản phẩm của nó thuộc sở hữu của các địa chủ Anh-Ireland giàu có và phần lớn dân số là từ các gia đình nông dân tá điền nghèo, với hầu hết thịt bò được thu gom để xuất khẩu. Việc thiếu thịt bò hoặc thịt bò muối trong chế độ ăn uống của người Ireland đặc biệt đúng ở phía bắc Ireland và những khu vực cách xa các trung tâm sản xuất thịt bò ướp. Phần lớn người Ireland cư trú ở Ireland vào thời điểm đó chủ yếu tiêu thụ các sản phẩm từ sữa và thịt như thịt lợn hoặc thịt lợn muối, thịt xông khói và bắp cải là một ví dụ đáng chú ý về bữa ăn truyền thống của người Ireland.
Bắt đầu thế kỷ 20 đến nay thì thịt bò đóng hộp trở thành một mặt hàng ít quan trọng hơn trong thế giới Đại Tây Dương vào thế kỷ 19, một phần do việc xóa bỏ chế độ nô lệ, nhưng sản xuất thịt bò có bắp và dạng đóng hộp vẫn là nguồn thực phẩm quan trọng trong Chiến tranh thế giới thứ hai. Phần lớn thịt bò đóng hộp đến từ Fray Bentos ở Uruguay, với hơn 16 triệu hộp được xuất khẩu vào năm 1943. Ngay cả bây giờ, một lượng lớn nguồn cung thịt bò đóng hộp toàn cầu đến từ Nam Mỹ. Ngày nay, khoảng 80% nguồn cung thịt bò đóng hộp toàn cầu có nguồn gốc từ Brazil. Ở New Zealand, cả hai loại thịt đóng hộp và thịt tươi được gọi là thịt bò muối. Thịt bò đóng hộp đặc biệt phổ biến trong cộng đồng Polynesia ở New Zealand, cũng như ở các quốc đảo Thái Bình Dương như Tây Samoa và Tonga. 

## Tham khảo

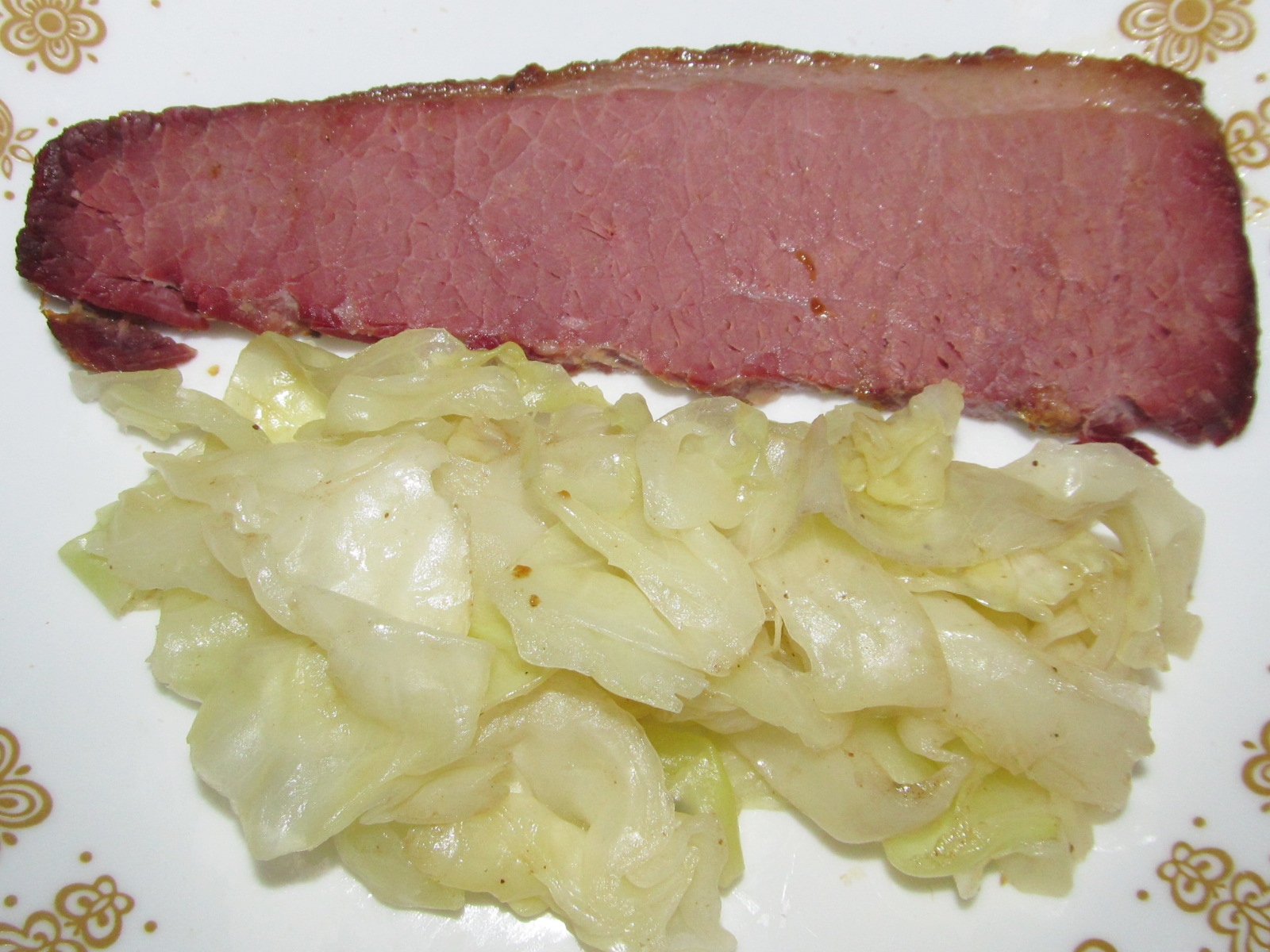
Thịt bò muối và bắp cải